# قلاقیران
کوه قلاقیران از کوه‌های استان ایلام در غرب ایران است. در دامنهٔ این کوه جنگلی درختان کهنسال بلوط وجود دارد.
این کوه در ۳ کیلومتری شهر ایلام قرار دارد و تفرجگاه ششدار نیز در نزدیکی آن است. در اطراف این کوه یک محوطه باستانی مربوط به دوران ساسانی وجود دارد. در زبان کردی ایلامی واژه «قلا» به معنی قلعه است و به‌طور کلی در مناطقی که در اسم آنها این واژه به کار رفته‌است به یک قلعه باستانی در آن محل اشاره دارد. این محوطه باستانی در ۶ کیلومتری شهر ایلام و ۷۰۰ متری بخش شمال پادگان نظامی ششدار قرار دارد و در تاریخ ۹ اردیبهشت ۱۳۸۲ با شمارهٔ ثبت ۸۴۳۵ به‌عنوان یکی از آثار ملی ایران به ثبت رسیده‌است.
به لحاظ مردم‌شناسی نیز این کوه در ایلام از اهمیت فراوانی برخوردار بوده و به نوعی در ادبیات شفاهی نماد شهر ایلام به‌شمار می‌آید. در بسیاری از نمادها و لوگوهای شهر ایلام مانند آرم شبکه استانی، سازمان تاکسیرانی و … از این کوه استفاده شده‌است.
چند صحنه از فیلم فیلم دالاهو با بازی بهروز وثوقی در پای این کوه گرفته شده‌‌است.

## نگارخانه

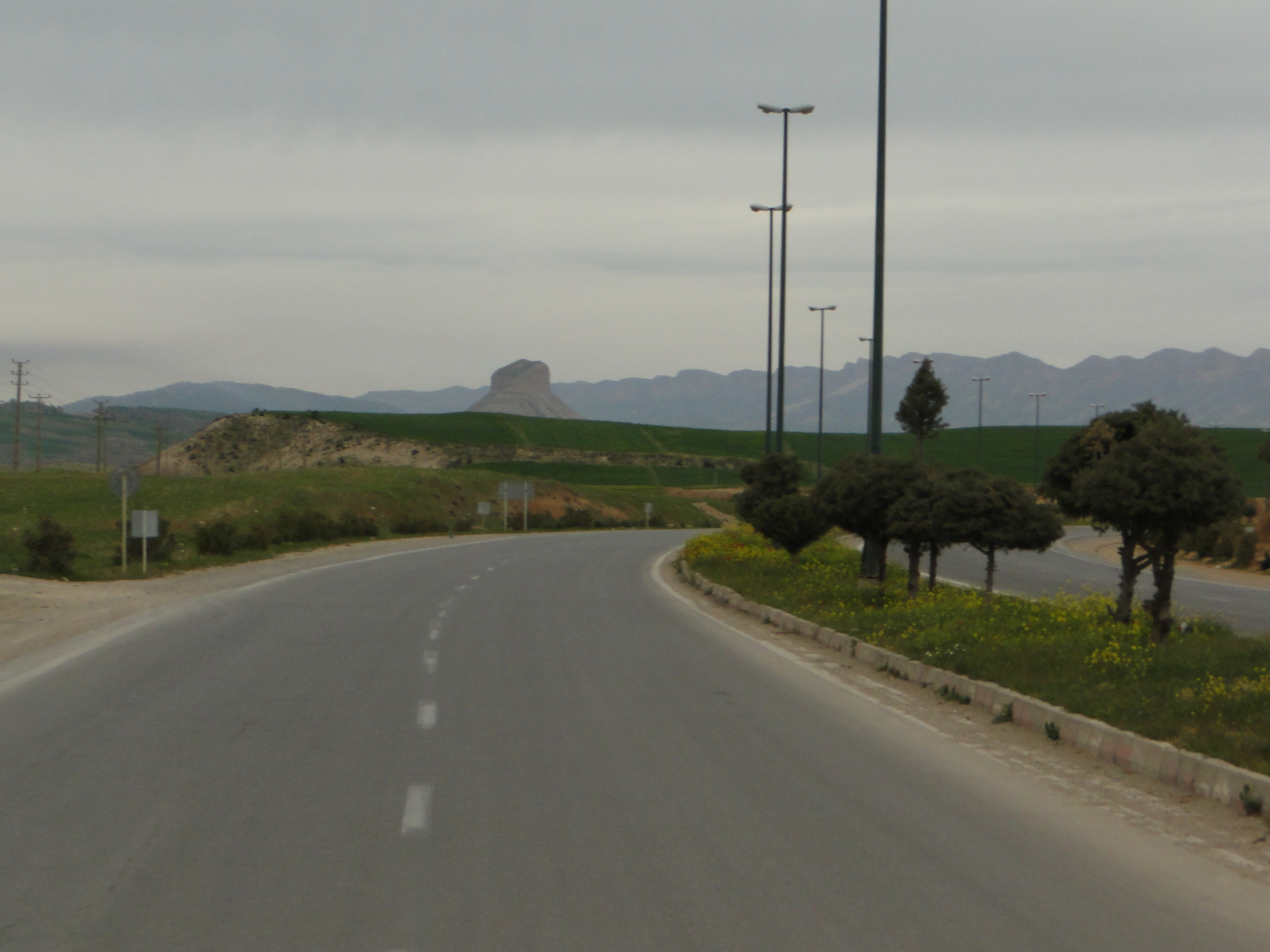